# Pantanal Linhas Aéreas

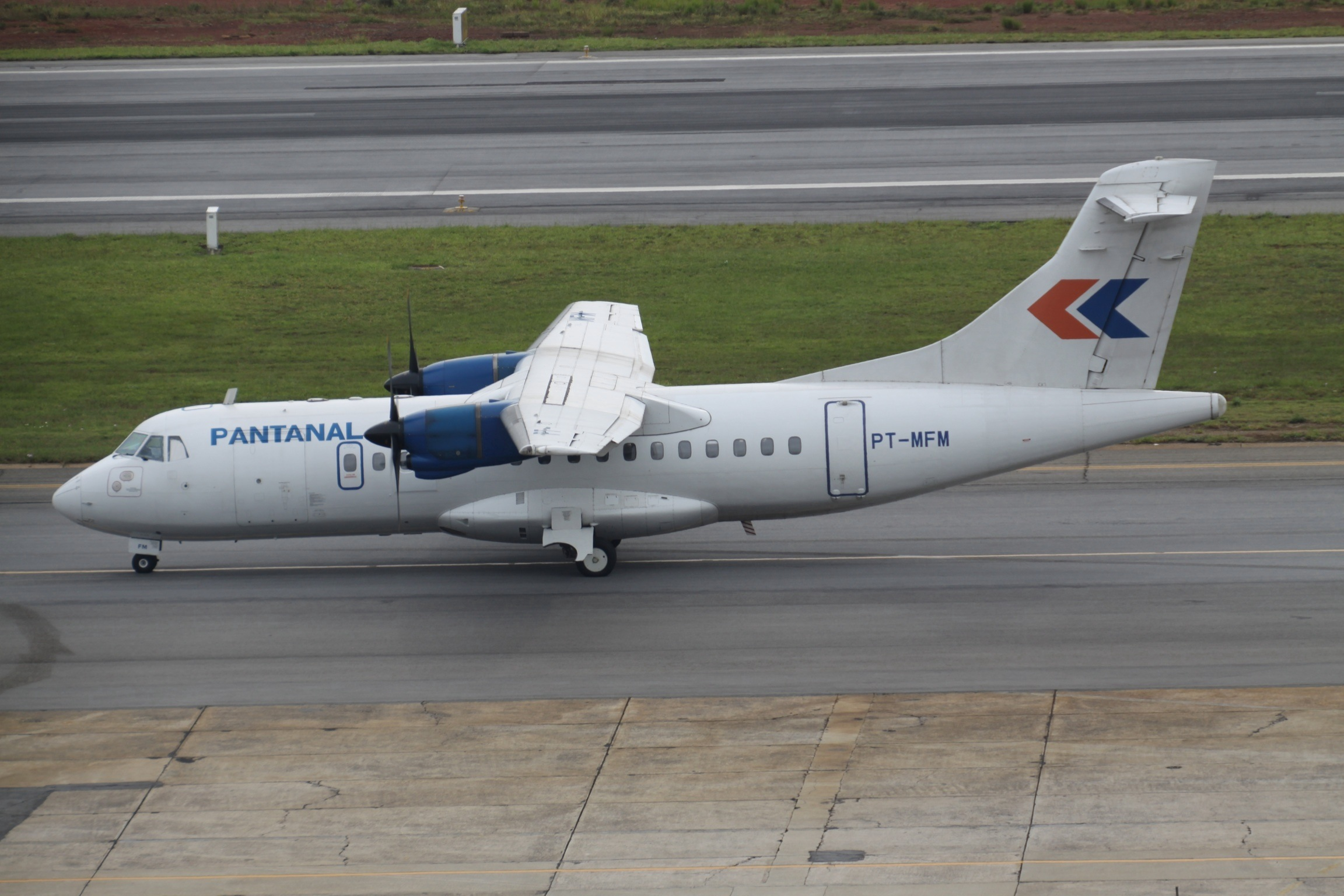
ATR de Pantanal Linhas Aéreas

Pantanal Linhas Aéreas (code AITA : P8, code OACI : PTN) est une compagnie aérienne brésilienne, fondée en 1993.
Elle exploite une flotte de cinq ATR 42 à partir des aéroports de Congonhas et de Guarulhos, qui desservent la ville de São Paulo. Certaines destinations sont desservies par des Airbus A319-100 et des Airbus A320-200 de TAM Linhas Aéreas.
Destinations:
- Araçatuba/SP
- Bauru/SP
- Belo Horizonte/MG
- Brasília/DF
- Cuiabá/MT
- Curitiba/PR
- Juiz de Fora/MG
- Marilia/SP
- Maringá/PR
- Porto Alegre/RS
- Ribeirão Preto/SP
- Rio de Janeiro/RJ
- Presidente Prudente/SP
- Recife/PE
- Salvador/BA
- São José do Rio Preto/SP
- Uberaba/MG

En décembre 2009 elle a été acquise par TAM Linhas Aéreas.